# Gnophos sproengertsi
Gnophos sproengertsi är en fjärilsart som beskrevs av Rudolf Püngeler 1914. Gnophos sproengertsi ingår i släktet Gnophos och familjen mätare. Inga underarter finns listade i Catalogue of Life.